# James Longstreet
James Longstreet (n. 8 ianuarie 1821, Carolina de Sud, SUA – d. 2 ianuarie 1904, Gainesville⁠(d), Georgia, SUA) a fost unul dintre principalii generali ai Confederației în Războiul Civil American și principal subordonat al generalului Robert E. Lee, care-l poreclise „bătrânul meu cal de război”. A servit sub comanda lui Lee, comandând corpuri de armată în multe dintre celebrele bătălii date de Armata Virginiei de Nord pe teatrul de operațiuni din est, dar și împreună cu gen. Braxton Bragg în Armata Tennessee pe teatrul de vest. Biograful și istoricul Jeffry D. Wert scria că „Longstreet ... a fost cel mai bun comandant de corp de armată din Armata Virginiei de Nord; de fapt, probabil că era cel mai bun comandant de corp de armată din tot conflictul, inclusiv din tabăra Nordului”.
Talentul lui Longstreet ca general a adus contribuții semnificative la victoriile confederate de la Bull Run (a doua), Fredericksburg și Chickamauga, atât în ofensivă, cât și în defensivă. A avut o prestație remarcabilă și în Bătăliile celor Șapte Zile, bătălia de la Antietam și în bătălia din Wilderness (până când a fost rănit). Prestația sa de comandant semiautonom în timpul campaniei Knoxville a avut ca rezultat, însă, o înfrângere a confederației. Cel mai controversat moment al său a fost bătălia de la Gettysburg, unde s-a contrazis cu generalul Lee privind tactica și a supervizat fără entuziasm dezastruosul asalt de infanterie cunoscut sub numele de șarja lui Pickett.
După război s-a bucurat de o carieră de succes în guvernul SUA, lucrând ca diplomat, înalt funcționar public și administrator. Aderarea la Partidul Republican și cooperarea cu vechiul său prieten, președintele Ulysses S. Grant, precum și comentariile critice scrise în memoriile sale, la adresa prestației generalului Lee în război, l-a înstrăinat de mulți dintre foștii săi colegi confederați. Autorii mișcării Cauza Pierdută s-au concentrat pe acțiunile lui Longstreet la Gettysburg ca motiv principal pentru înfrângerea Confederației în război. Reputația sa în Sud a fost deteriorată timp de un secol și abia recent a început să fie reevaluată.